# Yves Ker Ambrun
Yves Ker Ambrun (* 4. Oktober 1954 in Tours; † 6. Dezember 2017), bekannt als YKA, war ein französischer Comiczeichner. Er war unter anderem für Disney tätig und hatte seit 2000 ein eigenes Comic- und Illustrationsstudio. 

## Werdegang
Im Alter von 13 Jahren zeichnete und veröffentlichte Yves Ker Ambrun mit Mesa Boum seinen ersten Comic. Er begann mit 17 seine zeichnerische Ausbildung am Pratt Institute in New York City und später an der École des Beaux-Arts in Paris. Danach war er als Zeichner, Charakterdesigner und Artdirector für Werbung und Animationsfilme tätig, sowie unter anderem für Disney als künstlerischer Leiter für Mittel- und Osteuropa. 
Yves Ker Ambruns erste deutsche Publikation Flippo und Punkina begann im August 1988. Er lebte seit 1991 in Darmstadt und betrieb seit 2000 sein eigenes Comic- und Illustrationsstudio „Skydog“. 

## Werke
- Mesa Boum
- HB-Scott
- Gaspard le Lézard
- Flippo und Punkina
- Mechaniko #01 – Mechaniko wird erschaffen! mit Antonia Pont (Dialoge). Skydog Verlag 2011, 24 Seiten, farbig, Softcover, ISBN 978-3-9815071-0-2.
- Es darf nicht wahr sein – Höhen & Tiefen mit Schnecksnyder Nr. 01. Skydog Verlag 2011, 78 Seiten, farbig, Softcover, ISBN 978-3-00-034513-5.
- Mechaniko #02 – Die Mechanismen der Macht! mit Antonia Pont (Dialoge). Skydog Verlag 2012, 28 Seiten, farbig, Softcover, ISBN 978-3-9815071-1-9.